# Топологічне квантове число
У фізиці топологічне квантове число (також називається топологічним зарядом) — це будь-яка величина у фізичній теорії, яка набуває лише дискретної множини значень, внаслідок топологічних міркувань. Зазвичай топологічні квантові числа є топологічними інваріантами, пов'язаними з розв'язками типу топологічних солітонів деякої системи диференціальних рівнянь, що моделюють фізичну систему, оскільки власне солітони своєю стабільністю завдячують топологічним міркуванням. Спеціальна назва «топологічні міркування» зазвичай випливає з появи в описі задачі фундаментальної групи або гомотопічної групи більш високої розмірності, досить часто тому, що границя, на яку накладаються граничні умови, має нетривіальну гомотопічну групу, фіксовану диференціальними рівняннями. Топологічне квантове число деякого розв'язку іноді називають числом витків або, більш строго, степенем неперервного відображення.
Недавні[коли?] думки про природу фазових переходів показують, що топологічні квантові числа, і пов'язані з ними солітони, можуть створюватися або руйнуватися в процесі фазового переходу[джерело?].

## Фізика частинок
У фізиці частинок, прикладом є скірміон, для якого баріонне число — це і є топологічне квантове число. Початковим є той факт, що ізоспін моделюється SU(2), яка ізоморфна 3-сфері {\displaystyle S_{3}}. Беручи дійсний тривимірний простір, і замикаючи його точкою на нескінченності, також отримуємо 3-сферу. Розв'язки рівняння Скірма в реальному тривимірному просторі відображають точку в «реальному» (фізичному, евклідовому) просторі в точку 3-многовиду SU(2). Топологічно різні розв'язки «обгортають» одну сферу навколо іншої так, що жоден з розв'язків, незалежно від того, як його видозмінено, не може «розгорнутися» без виникнення розриву в розв'язку. У фізиці такі розриви пов'язані з нескінченністю енергії і, отже, заборонені.
У наведеному прикладі топологічне твердження полягає в тому, що 3-я гомотопічна група 3-сфери є {\displaystyle \pi _{3}(S_{3})=\mathbb {Z} } і тоді баріонне число може набувати тільки цілих значень.
Ці ідеї знаходять своє узагальнення в моделі Весса — Зуміно — Новікова — Вітте.

## Точно розв'язувані моделі
Додаткові приклади можна знайти в області точно розв'язуваних моделей, таких як рівняння синус-Ґордона, рівняння Кортевега — де Фріза і рівняння Ішіморі. 1-вимірне рівняння синус-Ґордона пишеться для надзвичайно простого прикладу, оскільки роль фундаментальної групи грає {\displaystyle \pi _{1}(S_{1})=\mathbb {Z} } і, таким чином, це дійсно число витків: коло можна обгорнути навколо кола ціле число разів.

## Фізика твердого тіла
У фізиці твердого тіла такі типи кристалічних дислокацій, як гвинтові дислокації, можна описати топологічними солітонами. Приклад, що включає гвинтові дислокації, пов'язаний з віскерами германію.